# Lista de ministros da Integração e do Desenvolvimento Regional do Brasil
Esta é uma lista de ministros da Integração e do Desenvolvimento Regional do Brasil.

### Nova República(6.ª República)
| Nº      | Foto    | Nome                                | Órgão                                                  | Início                 | Fim                    | Presidente                |
| ------- | ------- | ----------------------------------- | ------------------------------------------------------ | ---------------------- | ---------------------- | ------------------------- |
| 1       |         | Fernando Bezerra                    | Ministério da Integração Nacional                      | 19 de julho de 1999    | 20 de junho de 2001    | Fernando Henrique Cardoso |
| 2       |         | Ramez Tebet                         | Ministério da Integração Nacional                      | 20 de junho de 2001    | 15 de setembro de 2001 | Fernando Henrique Cardoso |
| 3       |         | Ney Suassuna                        | Ministério da Integração Nacional                      | 15 de setembro de 2001 | 5 de abril de 2002     | Fernando Henrique Cardoso |
| 4       |         | Mary Dayse Kinzo                    | Ministério da Integração Nacional                      | 5 de abril de 2002     | 5 de junho de 2002     | Fernando Henrique Cardoso |
| 5       |         | Luciano Barbosa                     | Ministério da Integração Nacional                      | 5 de junho de 2002     | 1 de janeiro de 2003   | Fernando Henrique Cardoso |
| 6       |         | Ciro Gomes                          | Ministério da Integração Nacional                      | 1 de janeiro de 2003   | 31 de março de 2006    | Luiz Inácio Lula da Silva |
| 7       |         | Pedro Brito                         | Ministério da Integração Nacional                      | 3 de abril de 2006     | 16 de março de 2007    | Luiz Inácio Lula da Silva |
| 8       |         | Geddel Vieira Lima                  | Ministério da Integração Nacional                      | 16 de março de 2007    | 31 de março de 2010    | Luiz Inácio Lula da Silva |
| 9       |         | João Santana                        | Ministério da Integração Nacional                      | 31 de março de 2010    | 31 de dezembro de 2010 | Luiz Inácio Lula da Silva |
| 10      |         | Fernando Bezerra Coelho             | Ministério da Integração Nacional                      | 1 de janeiro de 2011   | 1 de outubro de 2013   | Dilma Rousseff            |
| 11      |         | Francisco Teixeira                  | Ministério da Integração Nacional                      | 1 de outubro de 2013   | 1 de janeiro de 2015   | Dilma Rousseff            |
| 12      |         | Gilberto Occhi                      | Ministério da Integração Nacional                      | 1 de janeiro de 2015   | 13 de abril de 2016    | Dilma Rousseff            |
| —       |         | Josélio de Andrade Moura (interino) | Ministério da Integração Nacional                      | 14 de abril de 2016    | 12 de maio de 2016     | Dilma Rousseff            |
| 13      |         | Helder Barbalho                     | Ministério da Integração Nacional                      | 12 de maio de 2016     | 10 de abril de 2018    | Michel Temer              |
| 14      |         | Pádua Andrade                       | Ministério da Integração Nacional                      | 10 de abril de 2018    | 1 de janeiro de 2019   | Michel Temer              |
| Extinto | Extinto | Extinto                             |                                                        | 1 de janeiro de 2019   | 31 de dezembro de 2022 | Jair Bolsonaro            |
| 15      |         | Waldez Góes                         | Ministério da Integração e do Desenvolvimento Regional | 1 de janeiro de 2023   | —                      | Luiz Inácio Lula da Silva |